# A Voz do Morro
A Voz do Morro foi um conjunto musical carioca de samba, formado na década de 1960, por Zé Kéti, Paulinho da Viola, Elton Medeiros, Nelson Sargento, Anescarzinho do Salgueiro, Jair do Cavaquinho, Zé Cruz e Oscar Bigode.
Fundado em 1965 por Zé Kéti, o Voz do Morro foi uma das primeiras oportunidades que os sambistas de morro tiveram para gravar suas próprias composições - muitos até então inéditas - sem intermediários. O grupo foi formado com alguns integrantes do musical "Rosa de Ouro", montado por Kléber Santos e Hermínio Bello de Carvalho no Teatro Jovem do Rio de Janeiro, mas a ideia de se apresentarem profissionalmente surgiu no Zicartola.

## Discografia
- 1965 - Roda de samba Musidisc
- 1966 - Roda de samba 2 Musidisc
- 1967 - Os sambistas Musidisc